# Rentrée
Rentrée (frz. „Rückkehr“, „Schulanfang“) bezeichnet in Frankreich die Zeit von Ende August bis etwa zum 10. September, wenn die Grandes vacances, d. h. die langen Schulferien von Juli bis August zu Ende gehen und das neue Schuljahr beginnt. Die Rentrée ist in Frankreich ein Fixpunkt im Jahreslauf und eine Periode gesellschaftlicher Ereignisse mit speziellen Aktivitäten in Politik, Wirtschaft und Kultur. 
Man spricht im Speziellen von:

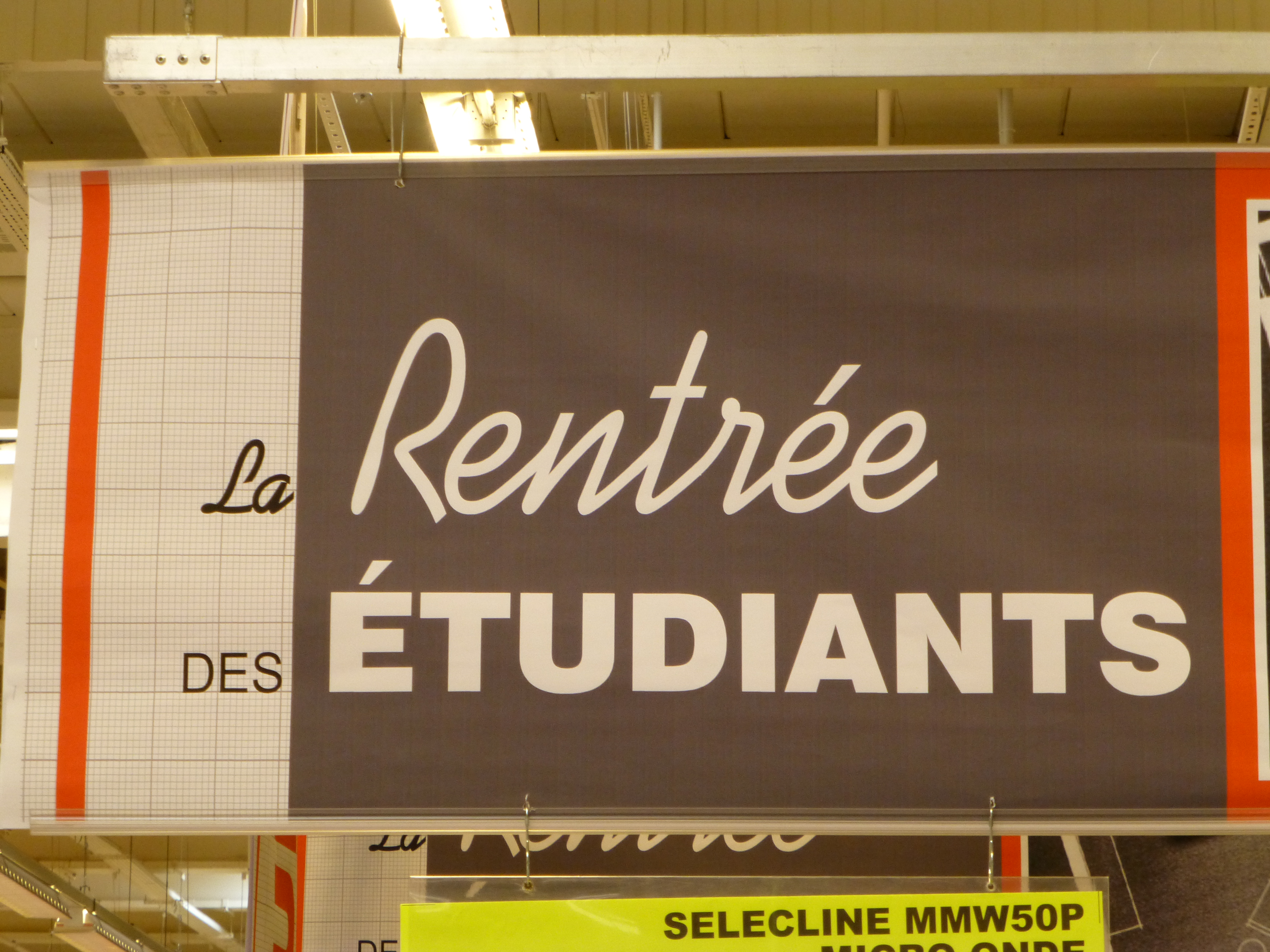
Supermarktbanner in Pérols, der die Rentrée scolaire ankündigt (2012)

- Rentrée scolaire (frz. „Rückkehr an die Schule“, „Schulanfang“), der Beginn des neuen Schuljahres
- Rentrée politique (frz. „politische Rückkehr“), die Wiederaufnahme der politischen Aktivitäten in Regierung und Parlament
- Rentrée littéraire (frz. „literarische Rückkehr“), die Veröffentlichung von Büchern auf den Zeitpunkt der Rentrée
- Rentrée du cinéma (frz. „Rückkehr ins Kino“), mit speziellen Vergünstigungen für Kino-Eintritte während der Zeit der Rentrée

Viele Geschäfte wie z. B. Warenhausketten nehmen die Rentrée zum Anlass, spezielle Verkaufsaktionen durchzuführen. Im kulturellen Bereich fällt die Eröffnung der Theater- und Ausstellungssaison mit der Zeit der Rentrée zusammen.
Die Festlegung der Grandes vacances (frz. „große Ferien“) erfolgte in der 3. Republik durch einen Erlass vom 11. Februar 1939.

## Einzelnachweis
1. ↑  Daniel Moatti: Petite histoire des grandes vacances (siehe Weblink)